# الكرشوبة (المقاطرة)

تعديل مصدري - تعديل

الكرشوبة هي إحدى قرى عزلة الصوالحة بمديرية المقاطرة التابعة لمحافظة لحج، بلغ تعداد سكانها 128 نسمة حسب تعداد اليمن لعام 2004.